# سهراب دل انگیزان
سهراب دل‌انگیزان عضو هیئت علمی و استاد تمام گروه اقتصاد دانشگاه رازی  وی از اعضای انجمن اقتصاددانان ایران به‌شمار می‌آید.

## تحصیلات
دل‌انگیزان دانش‌آموختهٔ رشتهٔ علوم اقتصادی در مقطع کارشناسی از دانشگاه اصفهان، کارشناسی‌ارشد از دانشگاه مازندران و دکتری تخصصی در همین رشته است.

## فعالیت‌ها
وی در زمینه‌های مختلف اقتصادی به فعالیت‌های پژوهشی، آموزشی و رسانه‌ای مشغول است و تاکنون مقالات، یادداشت‌ها و سخنرانی‌هایی در این حوزه‌ها ارائه داده است.
او به‌عنوان کارشناس اقتصادی در برنامه‌های گوناگون تلویزیونی و رادیویی نیز حضور داشته است. همچنین در حوزهٔ توسعهٔ اقتصادی استان کرمانشاه نیز فعالیت دارد.
وی در سال ۱۳۸۸ مرکز رشد واحدهای فناوری دانشگاه را راه‌اندازی کرد و هم‌زمان در تأسیس گروه مدیریت کارآفرینی در دو مقطع کارشناسی ارشد و دکتری، همچنین گروه آموزشی اقتصاد و تجارت الکترونیک در دانشکده فناوری‌های نوین مشارکت فعال داشت. در زمستان ۱۳۹۹ نیز مرکز مشاوره جامع دانشکده علوم اجتماعی دانشگاه رازی را به‌عنوان درگاه ارتباطی دانشگاه با جامعه پایه‌گذاری کرد. او تاکنون راهنمایی یا مشاوره بیش از ۱۶۸ پایان‌نامه کارشناسی ارشد و بیش از ۲۳ رساله دکتری را بر عهده داشته است.

## آثار
سهراب دل‌انگیزان مترجم و نویسنده ایرانی است که در زمینه‌های اقتصاد، مدیریت و جامعه‌شناسی تألیفات و ترجمه‌هایی منتشر کرده است
- سیستم نوآوری شهری، ۱۴۰۱،
- اندیشه‌هایی با طعم اقتصاد سیاسی و اجتماعی، ۱۴۰۰
- انتقال تکنولوژی و کارآفرینی دانشگاهی، ۱۳۹۹
- اثرات بازگشتی در اقتصاد انرژی و محیط زیست (با تأکید بر بخش حمل‌ونقل)، ۱۳۹۵
- روش‌های حمایت و تأمین مالی در بخش کشاورزی بر اساس برخی تجارب، ۱۳۸۹
- بازاریابی پارتیزانی برای مشاوران، ۱۳۸۸
- مبانی علم اقتصاد و اقتصاد در ورزش، انتشارات دانشگاه، ۱۳۸۷
- اندازه دولت در اقتصاد (و برخی علل بزرگ شدن آن)، ۱۳۸۰